# Sara Harris
Sara Drucker Harris (* 1918 oder 1919) ist eine US-amerikanische Soziologin und Autorin, die insbesondere aufgrund ihrer Biographie von Father Divine (1879–1965) bekannt ist, ein Buch, das sie im Alter von 34 Jahren unter Mitarbeit von Harriet Crittenden veröffentlichte. Nach dessen Veröffentlichung 1953 legte Father Divine einen „Fluch“ auf Sara Harris.
Damals lebte sie in Montclair, New Jersey.
Ihren Mastertitel in social work erwarb sie an der Chicago University, ihre Abschlussarbeit machte sie an der University of Mexico.
Ihr erster Roman, The Wayward Ones, basierte auf einer 9-monatigen Erfahrung als recreation director an einer Trainingsschule für straffällig gewordene Mädchen.
Sie ist Autorin oder Mitautorin zahlreicher weiterer Bücher, die auf soziologischen Feldstudien basieren und sich an einen Massenmarkt richten.
Einige ihrer Bücher verfasste sie zusammen mit dem Richter John M. Murtagh, dem Chief Magistrate of the City of New York.
Als Enthüllungsjournalistin schrieb sie in Büchern wie Skid Row, U.S.A. oder Cast the First Stone über die Schattenseiten des amerikanischen Lebens.

## Publikationen (Auswahl)
- The Wayward Ones: Life in a Girls' Reformatory. Crown Publishing Group, New York 1952, ISBN 0-451-01341-7 (englisch, ISBN einer späteren Auflage).[3]
- Father Divine: Holy Husband. Doubleday, New York 1953, ISBN 1-258-21050-9 (englisch, 320 S., Digitalisat – mit Harriet Crittenden; ISBN eines Nachdrucks von 2011).[8]
- The Incredible Father Divine. W. H. Allen & Co., London 1954 (englisch, 250 S., mit Harriet Crittenden).
- Cast the First Stone. McGraw-Hill, New York 1957 (englisch, 254 S., als Co-Autorin neben John Murtagh).
- Skid Row U.S.A. Doubleday, New York City 1956 (englisch, 285 S.).
- Who Live in Shadow. W. H. Allen & Co., London 1960 (englisch, 207 S., mit John Murtagh).
- House of 10,000 Pleasures: A Modern Study of the Geisha and of the Streetwalker of Japan. E. P. Dutton, New York City 1962 (englisch, 254 S., als Co-Autorin neben John Murtagh).
- Hellhole. E. P. Dutton, New York City 1967 (englisch, 288 S.).[7]
- The Puritan Jungle. G. P. Putnam's Sons, New York City 1969, ISBN 0-671-77154-X (englisch, 256 S., ISBN der Taschenbuchausgabe von 1970).[9]
- The Sisters, the Changing World of the American Nun. Bobbs-Merrill, Indianapolis 1970 (englisch, 338 S.).
- Three Nuns: An Intimate Story. David McKay Publications, Philadelphia 1976, ISBN 0-679-50613-6 (englisch, 207 S.).[10]
- The Quiet Revolution: The Story of a Small Miracle in American Life. How Migrant Workers, Together with the Company that Employed Them, Managed to Transform the Life of a Community. Bobbs-Merrill, Rawson Associates 1978, ISBN 0-89256-054-1 (englisch, 338 S., Co-Autor Robert F. Allen).